# Роже Рйо
Роже Рйо (фр. Roger Rio; нар. 13 лютого 1913, Дюнкерк, Нор, Франція — пом. 23 квітня 1999, Ле-Петі-Кевії Приморська Сена,) — французький футболіст, крайній нападник і півзахисник. Учасник чемпіонату світу 1934 року.

## Спортивна кар'єра
Протягом усієї кар'єри професіонального футболіста захищав кольори одного клуба. В турнірах другого дивізіону «Руан» поступово піднімався по щабелям турнірної таблиці і, врешті-решт, здобув путівку до ліги найсильніших. У першості 1935/36 клуб обійшов на два очки «Рубе» і «Сент-Етьєн». Лідери нападу Жан Ніколя і Роже Рйо забили в 34 іграх 68 м'ячів із 119 загальнокомандних (у середньому — 2 гола за матч).
У підсумковій таблиці дебютного сезону, команда з Верхньої Нормандії, обійшла багато маститих клубів і посіла почесне четверте місце. Вдало виступила і в кубковому турнірі, де лише в півфіналі поступилася «Страсбуру» з рахунком 1:3. Наступний чемпіонат «Руан» знову завершив на четвертій позиції.
Вперше до складу національної команди був запрошений, коли «Руан» виступав ще на аматорському рівні. Дебют відбувся 12 лютого 1933 року на «Парк де Пренс». Господарі поля не змогли витримати натиск легендарного «вундертіму» і отримали у свої ворота чотири «сухих» голи. В наступному матчі, проти збірної Німеччини, відкрив рахунок забитим м'ячам за головну команду країни.
Другий чемпіонат світу проходив за кубковою схемою. Вже на першому етапі, жереб виявився безжальним для французів — збірна Австрії, один з головних претендентів за звання найсильнішої команди планети. Жан Ніколя відкрив рахунок у грі, але на останній хвилині першого тайму Маттіас Сінделар поновив рівновагу. Основний час завершився внічию, а в додаткові півгодини голи Шалля і Біцана змусили збірну Франції поїхати додому. За національну команду виступав до 1937 року. Всього провів 18 матчів, 4 забитих м'ячі.
У роки німецької окупації проводився лише кубок, а також різноманітні регіональні турніри. У цей період «Руан» вдруге дійшов до півфіналу, де поступився майбутньому переможцеві — столичному «Расінгу».
У першому повоєнному чемпіонаті став найрезультативнішим гравцем команди (16 забитих м'ячів). В наступному сезоні «Руан» вилетів до другого дивізіону і протягом наступних п'яти років намагався поновити втрачені позиції, але без особливого успіху. 1951 року завершив виступи на футбольних полях. Всього провів 316 офіційних матчів, 103 забитих м'ячів.
Син — Патріс Рйо, чотиразовий чемпіон Франції у складі «Нанта». У Лізі 1 провів 509 матчів і 17 виступів за національну збірну.

## Статистика
Статистика виступів в офіційних матчах:
| Сезон             | Команда           | Чемпіонат | Чемпіонат | Чемпіонат | Кубок | Кубок | Збірна | Збірна |
| Сезон             | Команда           | Ліга      | Ігри      | Голи      | Ігри  | Голи  | Ігри   | Голи   |
| ----------------- | ----------------- | --------- | --------- | --------- | ----- | ----- | ------ | ------ |
| 1932/33           | «Руан»            | —         | —         | —         | —     | —     | 6      | 2      |
| 1933/34           | «Руан»            | Д-2       | 23        | 9         | 4     | 3     | 5      | 0      |
| 1934/35           | «Руан»            | Д-2       | 22        | 7         | 4     | 0     | 2      | 0      |
| 1935/36           | «Руан»            | Д-2       | 34        | 23        | 2     | 5     | 2      | 1      |
| 1936/37           | «Руан»            | Д-1       | 24        | 6         | 5     | 0     | 3      | 1      |
| 1937/38           | «Руан»            | Д-1       | 29        | 7         | 2     | 3     | —      | —      |
| 1938/39           | «Руан»            | Д-1       | 28        | 4         | 3     | 1     | —      | —      |
| 1939/40           | «Руан»            | —         | —         | —         | 1     | 0     | —      | —      |
| 1940/41           | «Руан»            | —         | —         | —         | 3     | 2     | —      | —      |
| 1941/42           | «Руан»            | —         | —         | —         | 2     | 1     | —      | —      |
| 1942/43           | «Руан»            | —         | —         | —         | 4     | 1     | —      | —      |
| 1943/44           | «Руан-Нормандія»  | —         | —         | —         | 4     | 1     | —      | —      |
| 1944/45           | «Руан»            | —         | —         | —         | 5     | 1     | —      | —      |
| 1945/46           | «Руан»            | Д-1       | 33        | 16        | 3     | 1     | —      | —      |
| 1946/47           | «Руан»            | Д-1       | 25        | 4         | 1     | 0     | —      | —      |
| 1947/48           | «Руан»            | Д-2       | 10        | 2         | —     | —     | —      | —      |
| 1948/49           | «Руан»            | Д-2       | 2         | 0         | —     | —     | —      | —      |
| 1949/50           | «Руан»            | Д-2       | 4         | 2         | —     | —     | —      | —      |
| 1950/51           | «Руан»            | Д-2       | 18+2      | 0         | —     | —     | —      | —      |
| 1951/52           | «Руан»            | Д-2       | 1         | 0         | —     | —     | —      | —      |
| Усього за кар'єру | Усього за кар'єру | Д-2       | 116       | 43        | 43    | 19    | 18     | 4      |
| Усього за кар'єру | Усього за кар'єру | Д-1       | 139       | 37        | 43    | 19    | 18     | 4      |

Чемпіонат світу 1934 року:
| 1/8 фіналу 27 травня 1934 |

| Австрія                           | 3 — 2 | Франція                       |
| --------------------------------- | ----- | ----------------------------- |
| Сінделар 45' Шалль 93' Біцан 109' | Звіт  | Ніколя 18' Верр'є 115' (пен.) |

| «Муніципальний стадіон Беніто Муссоліні» (Турин) Глядачів: 10 000 |

Австрія: Петер Платцер, Франц Цізар, Карл Сеста, Франц Вагнер, Йозеф Смістик (), Йоганн Урбанек, Карл Цишек, Йозеф Біцан, Маттіас Сінделар, Антон Шалль, Рудольф Фіртль. Тренер — Гуго Майзль
Франція: Алексіс Тепо (), Жак Мересс, Етьєн Маттле, Едмон Дельфур, Жорж Верр'є, Ноель Льєтер, Фріц Келлер, Жозеф Альказар, Жан Ніколя, Роже Рйо, Альфред Астон. Тренери — Гастон Барро, Джордж Кімптон.